# Салдадзе, Давид Тенгизович
Давид Тенгизович Салдадзе (укр. Давид Тенгізович Салдадзе; род. 15 февраля 1978, Кутаиси) — украинский и узбекский борец, призёр Олимпийских игр 2000. Младший брат Георгия Салдадзе.

## Биография
Давид Салдадзе родился в городе Кутаиси, Грузинская ССР, а когда ему исполнилось 15 лет, переехал в Луганск, где жил его старший брат, Георгий. Именно в Луганске Салдадзе начал серьёзно заниматься борьбой, его тренировал Николай Иванович Рубежный. Под руководством последнего Давид выиграл четыре юниорских чемпионата Европы и чемпионат мира 1996 года.
На взрослом уровне в 1998 году Салдадзе завоевал «бронзу» чемпионата мира, а через два года отправился представлять Украину на Олимпийские игры в Сидней. Салдадзе дошёл до финала, где против него на ковёр вышел швед Микаель Юнгберг. В те времена в правилах греко-римской борьбы было правило перекрёстного захвата. Давид оказался в выигрышном положении и пробовал его провести. Однако соперник не дал Давиду исполнить этот захват, за что получил предупреждение. Салдадзе начислили два очка. Однако через полминуты судьи передумали и сделали наоборот: Люнгбергу — два балла, Салдадзе — предупреждение. При счёте 0:2 в пользу шведа Салдадзе пытался отыграться и даже провёл одну успешную атаку. За неё судьи начислили украинскому борцу всего один балл. Салдадзе продолжил давить на соперника, однако вскоре время закончилось, и сравнять счёт он так и не успел. Так как для победы нужно преимущество минимум в три балла, победитель Игр определялся судейским решением, в итоге первое место отдали шведскому борцу. Украинская команда безуспешно пыталась обжаловать судейское решение.
После Олимпиады Давид переехал из Луганска в Донецк. Подписал контракт с успешным в те годы мариупольским спортклубом «Азовмаш». Тренер сборной Украины Александр Котов продолжал доверять Салдадзе и включил его в заявку команды на Олимпийские игры 2004 в Афинах. В первом же поединке Салдадзе уступил грузину Рамазу Нозадзе. Вначале Давид явно выигрывал, но сперва судьи дали ему предупреждение, а через десять секунд поставили в партер.
Сразу после Олимпиады Салдадзе покинул Украину из-за конфликта. В Мариуполе ему предложили переехать в Узбекистан. Давид набрал вес и стал бороться в категории до 120 кг. Под узбекским флагом он выступил на Олимпиаде 2008 (14-е место) и Азиатских играх 2010, в последнем турнире завоевал бронзовую медаль.

### Награды
- Орден «За заслуги» III степени (06.10.2000)[5]